# مفراض
المِفْراض هو منشار ذو أسنان دقيقة، صُنِع أساساً لقطع المعادن. عادة ما يسمى المنشار المكافئ لهذا المنشار والمستخدم في قطع الخشب بالمنشار القوسي.